# Guy de Brémond d'Ars
Pour les articles homonymes, voir Brémond et Ars.
Pour les autres membres de la famille, voir Famille de Brémond d'Ars.
Guy de Brémond d'Ars, né le 26 septembre 1856 à Jaulges et mort le 3 mars 1929 à Caen, est un écrivain français.

## Biographie
Marie Eutrope Henri Charles Jean Guy de Brémond d'Ars est le fils d'Eusèbe de Brémond d'Ars et d'Isabelle de Mongis. Il épouse Madeleine Roullet de La Bouillerie, petite-fille de Gustave Delahante.
Il est le père de l'écrivain, poète et ancien combattant Eusèbe de Brémond d'Ars.
Il collabore au Correspondant et à la Revue des questions historiques.

## Publications
- La Vertu morale et sociale du christianisme (1890)
- Les Conférences de Saint-Brice entre Henri de Navarre et Catherine de Médicis, 1586-1587 (1884)
- Jean de Vivonne. Sa vie et ses ambassades près de Philippe II et à la cour de Rome (Plon, 1884) - prix Montyon
- Le Père de Madame de Rambouillet (1884)
- Les Mécontents de la promotion de l'ordre du Saint-Esprit en 1661 (1880)